# Tapura carinata
Tapura carinata là một loài thực vật thuộc họ Dichapetalaceae. Loài này có ở Cộng hòa Congo và Gabon.